# کیبونا
کیبونا (به لاتین: Kibuna) یک روستا در استونی است که در دهستان سائو واقع شده‌است.